# Dormammu
Dormammu es un personaje de ficción que aparece en los cómics estadounidenses publicados por Marvel Comics. Creado por Stan Lee y Steve Ditko, el personaje apareció por primera vez en Strange Tales #126 (noviembre de 1964). Es el hermano de la supervillana Umar y el tío de la superheroína Clea que gobierna la Dimensión Oscura. Dormammu es un antagonista recurrente del superhéroe Doctor Strange.
El personaje también ha aparecido en mercadería asociada de Marvel, incluyendo películas, series de televisión animada, juguetes, tarjetas de intercambio y videojuegos. Dormammu hizo su debut de acción en vivo en la película de Marvel Cinematic Universe Doctor Strange (2016), interpretada mediante captura de movimiento por Benedict Cumberbatch y con la voz de una mezcla de Cumberbatch y un actor británico no identificado.

## Historial de publicaciones
Dormammu apareció por primera vez en Strange Tales # 126-127 (noviembre-diciembre de 1964), pero se había mencionado anteriormente en el diálogo, junto con su reino, la "Dimensión oscura".

## Biografía del personaje

### 1960s
Dormammu es mencionado por primera vez por Karl Amadeus Mordo, aprendiz principal del nombrado "Hechicero Supremo" el "Anciano", quien, al servicio de la entidad, intenta debilitar lentamente al hechicero, pero se detiene cuando su compañero alumno, Stephen Strange alerta a su maestro de la traición.
El personaje aparece más tarde en persona al enviar un mensajero para jactarse de sus renovadas intenciones de conquistar su universo ante su adversario envejecido. En respuesta, el Doctor Strange viaja a la "Dimensión Oscura" de Dormammu ya que el Anciano no se considera lo suficientemente poderoso como para derrotar a Dormammu, y logra vencer a todos los servidores sobrenaturales enviados en su contra. Dormammu se enfrenta a Strange en el combate místico y se muestra a sí mismo como mucho más poderoso, pero, al recurrir a las energías del reino, inadvertidamente debilita la barrera que contiene a la horda de los seres sin mente. Como amenazaron a los súbditos de Dormammu, Strange ayudó a su enemigo a volver a sellar a los monstruos dejando que el poder de su amuleto fluyera a Dormammu. En deuda con Strange por su ayuda, Dormammu termina la pelea y, a cambio, Strange exige un voto vinculante para nunca volver a entrar en el "reino de la Tierra" y no dañar a Clea. Dormammu obedece, pero gana un odio ardiente contra Strange por la humillación.
Dormammu usa una escapatoria a su juramento al otorgar a Mordo un gran poder, con lo que el hechicero guía a sus secuaces en una larga búsqueda de Strange, y secuestra al Anciano como una moneda de cambio. La sobrina de Dormammu, Clea, ayuda a Strange al debilitar la barrera de los seres sin mente, obligando a su tío a concentrarse en otra parte. Dormammu se entera de su traición, lleva a los tres hechiceros de la Tierra a un reino neutral, para que vea a su discípulo destruir a Strange, y convoca a sus compañeros "Señores de los mundos inferiores" para ver el espectáculo. Cuando Strange comienza a obtener una ventaja contra Mordo, Dormammu decide enfrentarse al hechicero en un puro combate cuerpo a cuerpo. La entidad físicamente más fuerte finalmente cae ante la mayor familiaridad de su enemigo con las artes marciales. Para humillación de Dormammu, Strange lo obliga a jurar ante los Señores allí reunidos que no amenazará a la Tierra ni siquiera por poder. El villano da un golpe de gracia al expulsar a Clea e incitar a otro señor a atacar a Strange.
En una aparente apuesta por el poder, el personaje se involucra en la encarnación universal, Eternidad, en combate singular, pero es derrotado y desterrado.
Dormammu captura a Clea, y domina y encarcela a Strange. El hechicero manipula a Umar para que lo libere, y luego sorprende a Dormammu empujándolo a través de un portal hacia la Tierra. Esto hace que la entidad se marchite de la maldición emitida por su propio poder, cuando promete no entrar nunca en el reino de la Tierra, y se va a su propio plano.

### 1970s
Dormammu entra en una alianza con el asgardiano Loki y engaña a los equipos de superhéroes, Los Vengadores y Defensores para pelear entre ellos por componentes del artefacto conocido como Ojo Malvado. El Ojo se recompone y permite a Dormammu fusionar su propio universo con todos los planetas del Universo Marvel "regular" sin romper su voto. Dormammu encarcela al traicionero Loki y supera sin problemas a todos sus otros oponentes, dejando solo a la Bruja Escarlata. Cuando Loki escapa y distrae a Dormammu, la Bruja Escarlata lanza un hechizo sobre el Ojo que hace que absorba a Dormammu, y le cuesta a Loki su cordura.
Tras ser visto en flashback, el personaje logra reintegrarse a sí mismo en la Tierra, pero se está recuperando lentamente a toda su fuerza. Junto con Umar, Dormammu captura a la anciana diosa Gaea, y busca venganza contra la Bruja Escarlata secuestrándolas a ella y a su mentora Agatha Harkness de su boda con la Visión. Después de que Wanda y Agatha hayan eliminado el calor necesario para su regeneración, parte hacia su propio reino. Inmediatamente después intenta destruir al Doctor Strange y a Clea pero es traicionado por Umar, quien le roba su poder y permite que sea desterrado de la Tierra.
Dormammu se engaña extrañamente en la lucha contra el demonio Ghost Rider y el Bounty Hunter en un intento fallido de matar a Strange. Dormammu aparece en una historia de universo alternativo, "¿Qué pasaría si ...? ", como el maestro de Strange en esa realidad.

### 1980s
Dormammu actúa como el enviado del Señor del Caos y juega contra Odín en una partida de ajedrez cósmico cuyo resultado decide el equilibrio universal del caos y el orden. Umar intenta manipular el juego a favor de su hermano manipulando sin éxito al hijo de Odín, Thor, y el juego termina en empate.
El agente de Dormammu, Barón Mordo, viaja en el tiempo a Londres en el año 1943, donde se alía con los aristócratas Vizconde Krowler y Sir Anthony Baskerville. Dormammu posee a Krowler, y comienza a manifestarse en el plano de la Tierra al absorber el poder de la destrucción de la Segunda Guerra Mundial, pero es desterrado por el Doctor Strange.
El personaje reaparece durante la historia de "Inferno". Strange, después de una ardua confrontación con Shuma-Gorath, cura a través de un proceso que lo lleva a través de varios reinos místicos. Esto le permite a Dormammu unirse a su enemigo y poseer el cuerpo del hechicero, lo que lo exime del voto de no entrar directamente en el reino de la Tierra. Invocando a brujos extraterrestres como sus lugartenientes, Dormammu promete "quemar" y reemplazar a los Celestiales como el mayor poder en el universo de la Tierra, pero es distraído y engañado por Clea y Strange (su conciencia ocupa una rata), mientras su aliado Topaz exorciza la presencia de Dormammu.

### 1990s
El personaje se reconstituye nuevamente, recupera el control de la Dimensión Oscura de Clea al subvertir su voluntad, y convoca a sus padres, Umar y Orini, desde el exilio. Umar y Barón Mordo unen fuerzas con Clea y Doctor Strange. El enfurecido Dormammu amenaza con destruir por completo la "Dimensión Oscura" en venganza, pero Umar lo convence de aceptar un compromiso como gobernante de un sub-reino, mientras que su hermana toma el reinado de Clea, con Mordo como su consorte. Clea acepta abdicar en lugar de ver a toda su gente asesinada, pero promete regresar si Umar vuelve a ser un tirano. Dormammu descubre que ha sido engañado para convertirse en el gobernante del reino de los Sin Mente.
Después de dos apariciones breves, Dormammu, disfrazado de otro de los Faltine, manipula a Clea para reclutar aliados de los Señores del Inframundo para deponer a su madre. Esto libera a Dormammu para reclamar su reino. Él absorbe a Umar y Mordo dentro de sí mismo, volviéndose más poderoso que nunca, y desintegra las entidades reunidas.
Strange, en ese momento debilitado sin el apoyo de los "Principados", confronta a Dormammu con sus aliados Clea, Silver Surfer, Hulk y Ghost Rider, pero no pueden causar ninguna lesión al villano. Extraños viajes al núcleo de la esencia de Dormammu y utiliza el Ojo de Agamotto para despojarse de su autoengaño y hacer que reconozca que su sed de caos, poder y conquista son indignas de un ser de su estatura. Dormammu se estremece momentáneamente y parece ser derrotada, pero esto es solo un espejismo. El villano se regodea de no haber mostrado "una décima parte" de su verdadero poder contra los héroes, sino que ahora se da cuenta de que la gobernación del universo "insignificante" está bajo su atención, ya que ahora tiene ambiciones mucho más grandes e "más interesantes" y desprecia despectivamente a los "insignificantes mortales".
El personaje observa a los Guardianes de la Galaxia: aventureros del siglo 31 de la Tierra, 691, viajan a la era predominante de la Tierra, 616. Dormammu los sigue de regreso a su dimensión, se fusiona con su contraparte en esta línea de tiempo, dobla su poder y ataca su cuartel general, exigiendo la presencia del Doctor Extraño de su tiempo. Extraño, ahora llamado el Anciano, llega con su discípulo, el alienígena Krugarr, y lucha contra Dormammu, asistido por los Guardianes, los "Guardianes Galácticos" y la Fuerza Fénix. Dormammu mata al viejo Strange, y casi abruma a sus otros enemigos, pero es derrotado cuando Krugarr convoca el espíritu de Strange, y canalizan el poder combinado de todos en la asamblea para desterrar a Dormammu a su dimensión hogareña.
Dormammu aparece como la fuerza guía detrás de un ataque contra la Diosa autodenominada durante la historia de la "Cruzada Infinita". Durante la historia de El Vuelo de los Huesos , el personaje se revela como el instigador detrás de una serie de combustiones espontáneas de criminales y un ataque a un aliado de Extraños por parte de los cultistas.

### 2000s
Dormammu usa al señor demoníaco Satannish (revelado como su creación) y al brujo Nicholas Scratch para guiar a sus ejércitos a capturar cinco de los lugares interdimensionales del Infierno, en un plan para finalmente conquistar toda la vida y la otra vida. Dormammu, sin embargo, se frustra cuando la heroína Gata Infernal reúne los poderes del Infierno para debilitar al personaje al diseñar una ausencia completa de llama mística. Dormammu también se alía con la entidad Mephisto para expulsar a una fuerza atacante de sus respectivas dimensiones.
Dormammu envía un ejército de sin Mentes para atacar la ciudad de Nueva York, y engañar a varios prominentes superhéroes de Marvel para que accidentalmente lo hagan materializarse en la Tierra engañándolos para que combinen energías dimensionales en un intento de disipar a los Meninos. El Doctor Strange enfrenta a Dormammu en combate y envía al héroe Spider-Man a un momento crítico para evitar que su enemigo pueda volver a entrar en el universo de la Tierra. Spider-Man advierte a los héroes que retrasen sus intentos de detener a los sin Mentes. Lo suficiente para que el Strange más joven aparezca y los destierre él mismo.
Dormammu regresa, ahora en un vínculo simbiótico con Umar. Juntos solicitan al " Consejo Pan-dimensional de Supervisión " (contando a Strange y Pesadilla entre sus miembros) realizar un ataque preventivo contra los superhumanos de la Tierra, como " armas potenciales de destrucción masiva ", y cuando la petición falla, Dormammu se come la mayor parte del miembros actuales del consejo, mientras que Umar reduce el resto a "gritos de gelatina sin sentido". Los hermanos luego atacan y vencer a la entidad Eternidad, y usan el poder adquirido para rehacer todos los universos en su imagen infernal. La pareja se opone a la reunificación de algunos de los Defensores originales (Strange, Hulk y Namor el Sub-Marinero), con Dormammu retrocediendo cuando Umar le roba su poder. El personaje también aparece brevemente durante una historia en la que Strange contempla su pasado.
Actuando en secreto, Dormammu empodera al cerebro criminal Capucha, quien a su vez resucita a varios supervillanos muertos y forma un ejército criminal. Cuando el Capitán pide información sobre su "benefactor" de la demoníaca Satana, ella afirma que Dormammu se deshizo de su hermana fuera de la página.
El personaje toma temporalmente el control del virus "zombie" que diezma la Tierra-2149, y también aprovecha el hecho de que Strange pierde el título de Hechicero Supremo, pero este último finalmente exorciza su influencia de la Capucha junto con Daimon Hellstrom y Doctor Voodoo.

### 2010s
Dormammu aparece brevemente cuando el recién nombrado "Hechicero Supremo", Doctor Voodoo entra en su dominio. El villano rechaza al vudú como un oponente "indigno" y se refiere a sus "dioses de la cuneta" inmensamente inferiores. Esto, sin embargo, hace que Voodoo fortalezca los sellos en el reino de la entidad. El personaje también aparece como uno de los posibles "pretendientes" (titulares de un contrato esclavo) por la mano de Satana.
Durante la historia de Fear Itself, Dormammu asistió a Devoción del Diablo, donde hablaron sobre la amenaza de la Serpiente en la Tierra.
Dormammu aparece en Uncanny X-Men. Después de que Illyana Rasputin es arrastrada al Limbo, se revela que Dormammu es responsable de hacerse cargo del reino. Al parecer, Illyana mata a Dormammu fuera de la página.
La entidad reaparece con un plan para convertir a la humanidad en Seres sin Mente, pero se ve frustrado por los planes de Phil Coulson, con la ayuda del Hombre Absorbente y los Comandos Aulladores.
Durante la historia de "Damnation", el alma del Doctor Strange se encuentra con Dormammu en el Reino Entre en el momento en que Mephisto está causando problemas en Las Vegas.

## Poderes y habilidades
Dormammu nació en una dimensión altamente violenta y con guerras constantes: se especializó en una forma de combate de esta dimensión, y como es una entidad hecha de pura energía mística posee grandes poderes mágicos (que sobrepasan los del demonio Mephisto y rivalizan con el poder cósmico de Eternity).
Atributos sobrehumanos:
- Poderes de energía mística con gran fuerza.
- Poderes elementales.
- Capacidad de crear formas de vidas artificiales.
- Viajes temporales.
- Trasmutación de la materia.
- Teletransportación interdimensional.
- Inmortalidad.
- Dañar a Shuma-Gorath.
- Posesión de cuerpos.
- Necromancia.
- Cambiaformas.
- Matar de forma instantánea.
- Sostener las 6 Gemas del Infinito.
- Replicar habilidades temporal y permanentemente.
- Otorgar o arrebatar poderes de otros seres inferiores a él.
- Dominio de la dimensión en la que habite.
- Crear realidades alternas (incluidas de bolsillo).
- Súper genio.
- Invulnerabilidad a ataques físicos.
- Control cuántico.
- Fusionar temporalmente su dimensión con la nuestra.
- Alterar las leyes físicas, químicas y biológicas de quien o lo que quiera.
- Levitación.
- Telequinesis.
- Psíquico.

## Otras versiones

### Marvel Mangaverse
Dormammu es convocado a Marvel Mangaverse por The Incredible Hulk (Nick Fury se revela también detrás de los ataques de Hulk).

### Ultimate Marvel
En el universo de Ultimate Marvel, Dormammu aparece por primera vez en Ultimátum y se lo presenta como un poderoso demonio que logra matar al Doctor Strange (en realidad, el hijo del original). El demonio fue confrontado por Susan Storm y Ben Grimm frente al destruido Sanctum Sanctorum. Dormammu fue derrotado después de que Susan sellara toda su cabeza con su campo de fuerza y se viera abrumado por el poder de Johnny Storm, convirtiéndolo en un ser humano sin poder.

## En otros medios

### Televisión
- Dormammu aparece como villano principal en la serie Spider Woman de los 70's en el capítulo 2 "Realm of Darkness". Esta versión tiene poca relación con su cómic de mirar a un lado de la cabeza en llamas. Él es convocado a la Tierra por fieles de la isla Gran Caimán. Él planea detener la Luna en su órbita cuando el eclipse ocurre para que pueda engullir la Tierra en completa oscuridad.
- Dormammu aparece en la serie Spider-Man, en los episodios "Doctor Strange", "Venom Returns" y "Carnage", con la voz de Ed Gilbert.[51] En esta serie, utiliza su sirviente, Barón Mordo para tratar de liberarse. Sabiendo que el simbionte Venom se reprodujo y creó un nuevo simbionte, Dormammu tenía a Mordo de enviar el cohete fue encendido de nuevo a la tierra. El uso de Carnage recién formado, Dormammu recoge las almas de los seres humanos iguales a los suyos y lugares que conecta con ellos. Sin embargo, Spider-Man y Venom logran revertir el proceso, sellando a Dormammu, Carnage y Venom fueron llevados con él a su dimensión de nuevo en casa "de la cabeza caliente".
- Dormammu aparece en The Super Hero Squad Show con la voz de Robert Englund.[51]
  - En la primera temporada, episodio "Enter: Dormammu", Doctor Extraño (cuyo el ojo de Agamotto es la celebración de un fractal de la Espada Infinito) termina desencadenando a Dormammu de su dimensión oscura en Super Hero City. Un gag recurrente durante este episodio fue Falcon preguntándole a Dormammu si sabe que su cabeza está en llamas. Cuando Dormammu da rienda suelta a sus seres sin mente sobre Super Hero City, Dormammu consigue robar los fractales de la bóveda y Villainville mientras toma al Capitán América y los rehenes del Doctor Doom. Cuando el fractal se extrae del ojo de Agamotto, el Doctor Extraño a continuación, utiliza un hechizo para desterrar Dormammu de nuevo en la dimensión oscura. En "Al Dente Esta Tierra", el Doctor Extraño tira brevemente la cabeza de Dormammu fuera de la dimensión oscura con el fin de dañar la máquina de Galactus.
  - En la segunda temporada, el episodio "Gema de Alma de picnic", Dark Surfer llamó a Dormammu donde él le dice que él planea destruir el universo en los próximos dos episodios.
- También aparece en la serie de Hulk and the Agents of S.M.A.S.H. con la voz de Phil LaMarr.
  - En la primera temporada, episodio 20 "Extraños en una Tierra Extraña",[52] Dormammu y su ejército de Seres sin Mente intentaron romper la barrera entre la Tierra y la Dimensión Oscura. Atrapó al Doctor Strange, pero perdió en una batalla entre él y el Doctor Strange, A-Bomb y Hulk. En cambio, se escondió en el amuleto del Doctor Strange y escapó al mundo real, pero fue derrotado por los Agentes de S.M.A.S.H., la casa y el Doctor Strange.
  - En la segunda temporada, episodio 9, "Comandos Hulkeadores", en Halloween, los Comandos Aulladores de Nick Fury (que consisten en Blade, el Monstruo de Frankenstein, el Hombre Cosa, N'Kantu, la Momia Viviente y el Hombre Lobo) y los agentes de S.M.A.S.H. evitan que Dormammu ingrese a la dimensión de la Tierra y convierta a toda la humanidad en Seres sin Mente.
- Dormmamu aparece en la serie de Ultimate Spider-Man, nuevamente con la voz de Phil LaMarr.[51]
  - En la tercera temporada, episodio 4 "Capa y Daga". Dormammu toma el control de Capa para que pueda obtener al Doctor Extraño, Puño de Hierro y White Tiger como parte de una trama para alimentar el Sitio Peligroso y dirigir a los seres sin mente en la invasión de la Tierra. La habilidad de Dormammu con la intangibilidad se ofrece en este episodio.
  - En la cuarta temporada, episodio 20, "Un Extraño y Pequeño Halloween", aparece como una ilusión creada por el Barón Mordo y el episodio 24, "Fiestas con Luna Llena", aparece de cameo, cuando Quentin Beck hizo un trato con él, en que sus ilusiones sean reales por un alto precio, donde el efecto secundario terminó atrapando a Mysterio en su casco sobre su derrota hasta el día en que Spider-Man lo liberó a él y a su hija Francis Beck.
- También aparece en la serie de Avengers Assemble, nuevamente con la voz de Phil LaMarr.[53]
  - En la segunda temporada, episodio 12, "Widow escapa". Debido a los efectos de que las Gemas del Infinito están teniendo en la realidad, Dormammu y los seres sin mentes emergen de un portal a la dimensión oscura haciendo que los Vengadores y el Doctor Extraño para luchar contra ellos. Dormammu y los seres sin mente son repelidos por Black Widow en uso de las facultades de cuatro gemas infinitas siendo la Gema de Tiempo, Espacio, Mente y Realidad.
  - En la tercera temporada, episodio 7, "Viaje a la Dimensión Oscura", aparece brevemente cerca del Reactor ARK de Industrias Stark para robar el Ojo de Agamotto del Doctor Extraño en su plan para conquistar la Tierra y otras dimensiones.

### Cine
- Dormammu es el villano principal de la película animada directa a DVD Doctor Strange: The Sorcerer Supreme interpretado por Jonathan Adams.[51]
- Dormammu aparece en la película de 2016 Doctor Strange, con Benedict Cumberbatch realizando la captura de movimiento y proporcionando la voz para el personaje,[54] que también se combinó con la voz de un actor británico no identificado del que el director Scott Derrickson no pudo recordar el nombre.[55] Esta versión aparece como una cara masiva hecha de energía mística ondulante que busca absorber todos los demás universos en su Dimensión Oscura. Al interpretar erróneamente esta existencia eterna como longevidad, Kaecilius y sus fanáticos se ponen en contacto con Dormammu para usar su poder y llevar la Tierra a la Dimensión Oscura. Sin embargo, Doctor Strange (también interpretado por Cumberbatch) usa la Gema del Tiempo para atraparse a sí mismo y a Dormammu en un bucle de tiempo sin fin, hasta que este último acepta dejar la Tierra y llevarse a los fanáticos con él a cambio de romperla.

### Videojuegos
- Dormammu aparece como un personaje jugable en Marvel vs. Capcom 3: Fate of Two Worlds y su actualización independiente Ultimate Marvel vs Capcom 3, con la voz de Michael T. Weiss.[51][56]
- Dormammu aparece como un personaje villano en Marvel Super Hero Squad Online, con la voz de Robert Englund.[51]
- Dormammu apareció como jefe en el juego de Facebook Marvel: Avengers Alliance.
- Dormammu aparece como un personaje villano en Marvel Heroes, con la voz de Robin Atkin Downes.[51]
- Dormammu aparece como un personaje jugable en Lego Marvel Super Heroes, con la voz de Travis Willingham.[51]
- Dormammu aparece como un personaje jugable en Marvel Future Fight.
- Dormammu aparece en el juego móvil Marvel: Contest of Champions como personaje jugable y jefe final de Events Quest.[57]
- Dormammu regresa como personaje jugable en Marvel vs. Capcom: Infinite, con la voz de Phil LaMarr.[58][59] La Dimensión oscura también aparece como una etapa en el juego, se fusionó con el Reino Makai de Darkstalkers para convertirse en el Reino Oscuro.
- Dormammu aparece en Marvel Powers United VR, nuevamente con la voz de Phil LaMarr.[51]
- Dormammu aparece en Lego Marvel Super Heroes 2, con la voz de Gary Martin.[60] Barón Mordo planeó usar el Libro de los Vishanti para hacer que Kang el Conquistador se doblegara a la voluntad de Dormammu y que Chronopolis se absorbiera en la Dimensión Oscura. Este argumento fue frustrado por el Doctor Strange, She-Hulk y Spider-Man.
- Dormammu aparece en Marvel Ultimate Alliance 3: The Black Order, con la voz de Phil LaMarr.[51]

## Curiosidades
- El demonio Trigon es su contrapartida en el universo DC.